# Abundență (ecologie)
Prin abundență, în domeniul botanic, se înțelege o evaluare aproximativă a numărului indivizilor fiecărei specii de plante care intră în componența unei fitocenoze. În general se notează cu cifre, folosind scara 1-5 sau 1-10, în care 1 înseamnă indivizi rari, iar 5 (respectiv 10) indivizi foarte numeroși.
Acest articol conține text din Dicționarul enciclopedic român (1962-1966), aflat acum în domeniul public.